# Christophe Boltanski

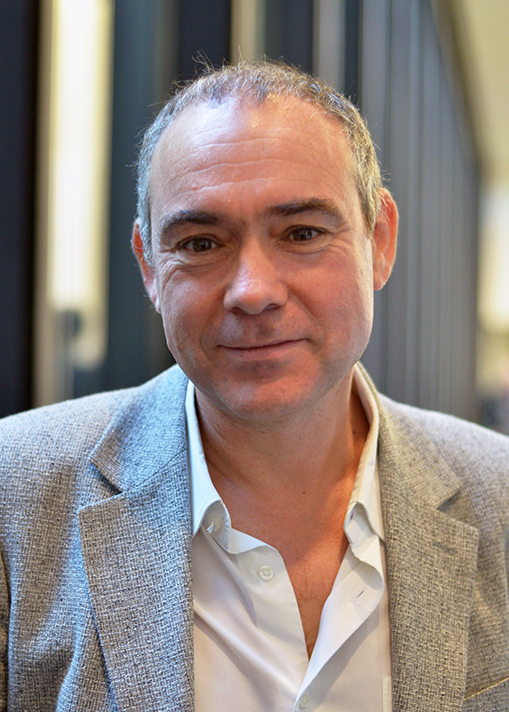
Christophe Boltanski (2015)

Christophe Boltanski (* 10. Juli 1962 in Boulogne-Billancourt) ist ein französischer Journalist und Autor.

## Leben
Boltanski ist der Sohn des Soziologen Luc Boltanski sowie der Neffe des Linguisten Jean-Élie Boltanski und des Installationskünstlers Christian Boltanski. Er studierte von 1987 an am Pariser Centre de formation des journalistes. Zur Ableistung seines Wehrdienstes arbeitete er anschließend bei der französischsprachigen Zeitschrift Progrès égyptien. In den Jahren von 1989 bis 2007 war er für die Pariser Tageszeitung Libération tätig, unter anderem als Kriegsberichterstatter während des Zweiten Golfkriegs, danach von 1995 bis 2000 als Korrespondent in Jerusalem und von 2000 bis 2004 in London sowie im Anschluss für die Wochenzeitschrift "Le Nouvel Observateur" (heute L’Obs) und das Onlinemagazin Rue 89. Seit Anfang 2017 ist er Nachfolger von Patrick de Saint-Exupéry als Chefredakteur der in Paris vierteljährlich erscheinenden Zeitschrift XXI.

## Preise und Auszeichnungen
- 2010: Prix Bayeux-Calvados des corresponants de guerre für seine Reportage über eine Mine in der Region Nord-Kivu im Osten des Kongo.
- 2015: Prix Femina für den Roman über seine Familie La Cache.

## Veröffentlichungen
- mit Jihan al-Tahri: Les Sept Vies de Yasser Arafat. Grasset, Paris 1997, ISBN 2-246-49601-2
- mit Farah Mébarki und Rémi Benali: Bethléem. 2000 ans de passion. Tallandier, Paris 2000, ISBN 2-235-02278-2
- mit Éric Aeschimann: Chirac d'Arabie. Les Mirages d’une politique française. Grasset, Paris 2006, ISBN 978-2-246-69121-1
- Minerais de sang: Les esclaves du monde moderne. Fotografien Patrick Robert. Grasset, Paris 2012, ISBN 978-2-246-76471-7
- La Cache. Roman. Stock, coll. bleue, Paris 2015, ISBN 978-2-234-07637-2[2]
  - Das Versteck. Roman. Übersetzt von Tobias Scheffel. Carl Hanser, München 2017, ISBN 978-3-446-25642-2
- Le guetteur. Roman. Stock, Paris 2018, ISBN 978-2-234-08171-0
- Die Leben des Jacob. Aus dem Französischen von Tobias Scheffel. Carl Hanser, München 2023